# Holler László
Holler László (Budapest, 1948 november 3. – Budapest, 2025 január 12.) tudományos kutató. Kutatási területe a középkori magyar történelem, a legkorábbi magyarországi oklevelek, korai nyelvemlékek, középkori latin nyelvű történeti irodalom.

## Életpályája
1972-ben a Budapesti Műszaki Egyetem Villamosmérnöki Kar Híradástechnika Szakán, Digitális Számítástechnika Ágazaton szerzett diplomát. Végzése után a Villamoskari Matematika Tanszék oktatója lett; az Analízis, az Algebra, a Valószínűségelmélet, a Numerikus módszerek tantárgyakat tanította. 1974-ben villamosmérnök-matematikus diplomát szerzett.
1996-tól publikálta a középkorral foglalkozó társadalomtudományi kutatási eredményeit.

## Tudományos kutatási területei és fontosabb publikációi

#### A legkorábbi magyarországi oklevél
– Géza vagy István idejében alapították-e a veszprémvölgyi monostort? Magyar Nyelv 2011. (107. évf.) 3. sz. 276–298. old.
http://real.mtak.hu/id/eprint/170687::
– Az 1109. évi veszprémvölgyi oklevél néhány alapkérdéséről. Magyar Nyelv. 2012. (108. évf.) 1. sz. 51–72. old.

http://real.mtak.hu/id/eprint/170688::
– A veszprémi görög rítusú monostor alapító- és adománylevelének datálásáról és további kérdéseiről. Magyar Nyelv 2013. (109. évf.) 1. sz. 50–67. old.

http://real.mtak.hu/id/eprint/170690::

#### Az 1055. évi Tihanyi oklevél (ún.Tihanyi Alapítólevélvagy Tihanyi Adománylevél)
– Az 1055. évi tihanyi oklevélben említett két birtok lokalizálása. Helynévtörténeti Tanulmányok. 2010. 5. sz. 47–82. old. 

http://real.mtak.hu/id/eprint/168897::
– Az 1055. évi tihanyi oklevélben szereplő mortis birtok lokalizálása. Helynévtörténeti Tanulmányok. 2011. 6. sz. 67–110. old.

http://real.mtak.hu/id/eprint/168898::
–Az 1055. évi tihanyi oklevélben szereplő „lólegelő melletti” birtok lokalizálása. Egy jelentős „új” helynévtörténeti forrás a 11. századból. In: Erdélyi Múzeum, 78. évf.

http://real.mtak.hu/id/eprint/168898::

#### Magyar nyelvtörténet – általában
– Nyelvészeti vizsgálatok a séd és kút szavak körében. Magyar Nyelv 2009. (105. évf.) 1. közlemény: 1. sz. 17–29. old. 2. közlemény: 2. sz. 188–202. old.  
1.közlemény: http://real.mtak.hu/id/eprint/170973::
2.közlemény: http://real.mtak.hu/id/eprint/170978::
– Az agg és az ó szócsaládjai összetartozásának kérdéséről. Nyelvtudományi Közlemények 108. (2012.) 253–266.

http://real.mtak.hu/id/eprint/168755::

#### A legkorábbi magyar nyelvű szövegemlékek
– Kronológia és szövegrekonstrukció: a 120 éve felfedezett Königsbergi Szalagok  alapkérdéseiről 
Nyelvtudományi Közlemények 2013. 109. köt. 267–336. old.
http://real.mtak.hu/id/eprint/168755::
– Legkorábbi szövegemlékeink keletkezési idejéről és az Ómagyar Mária-siralom kyniuhhad 
kifejezésének új értelmezéséről. Erdélyi Múzeum (77. évf.) 2015/3: 117–134.

http://real.mtak.hu/id/eprint/168755::
– Mi a jelentése az Ómagyar Mária-siralom ualallal szavának? Erdélyi Múzeum 79. (2017) 3. szám, 011-050.

http://real.mtak.hu/id/eprint/169255::

#### AzAnonymus-gesztaés a középkori latinnyelvű történeti irodalom
– Anonymus és a "Fekete-tenger". Magyar Nyelv 2008. (104. évf.) 3. sz. 306–316. old.

http://real.mtak.hu/id/eprint/170944::
– Anonymus és a „Fekete-tenger”. 2. rész: További megjegyzések. Magyar Nyelv 2014. (110. évf.) 1. sz. 56–67. old.

http://real.mtak.hu/id/eprint/170945::
– Anonymus és a „senonok hegyei” meg az „aliminus népek”. Árpád-kori történeti szövegek fejlődési modelljének első közelítése. Magyar Nyelv. 2009 (105. évf) 1. közlemény: 3. szám 300–324., 2. közlemény: 4. szám 431–449.

1. közlemény: http://real.mtak.hu/id/eprint/170946::
2. közlemény: http://real.mtak.hu/id/eprint/170950::
– Anonymus és "Kleopátra városa". A 800 éves Anonymus-geszta. Helynévtörténeti Tanulmányok. 2012. 8. kötet. 61–80. old.

http://real.mtak.hu/id/eprint/170947::

#### A Képes Krónika kodikológiai, datálási kérdései és összeállítójának személye
– Ki állította össze a Képes Krónikát? Egy új hipotézis. Irodalomtörténeti Közlemények 2003. (107. évf.) 2-3. sz. 210–242.

http://itk.iti.mta.hu/megjelent/2003-23/holler.pdf::
– A Képes Krónika első három iniciáléjáról. Magyar Könyvszemle 2004. (120. évf.) 4. sz. 325–352. old.

https://epa.oszk.hu/00000/00021/00043/pdf/MKSZ_EPA00021_2004_120_04_325-352.pdf::
– Néhány új megfigyelés a Képes Krónika kódexében. Magyar Könyvszemle 2005. (121. évf.) 3. sz. 273–288. old.

http://epa.oszk.hu/00000/00021/00046/pdf/MKSZ_EPA00021_2005_121_03_273-288.pdf::

#### A magyar királyi korona
– A magyar korona néhány alapkérdéséről. Századok 130 (1996) 907–964.

http://real.mtak.hu/id/eprint/170399::
– A magyar korona néhány alapkérdéséről. II. Kinek készült eredetileg a magyar királyi korona? Budapest. 1998.  ISBN 9630371286

http://real.mtak.hu/id/eprint/170403::
– A magyar királyi korona keletkezéstörténetének ellentmondásmentes elmélete Nemzetközi Heraldikai és Genealógiai Konferencia előadásai – Nagykanizsa, 2006. június 2–3.

http://real.mtak.hu/id/eprint/170412::

#### A magyarországalma
– A magyar országalmáról. = Művészettörténeti Értesítő 50 (2001) 317–323

http://real.mtak.hu/id/eprint/170754::

#### Apálos rendlegkorábbi okleveles dokumentuma
– A veszprémi püspök egy 1263. évi okleveléről. In: Decus Solitudinis – Pálos Évszázadok /Művelődéstörténeti Műhely. Rendtörténeti konferenciák 4/1./ Szerk.: SARBAK GÁBOR. 
Bp., 2007. 121–133.

http://real.mtak.hu/id/eprint/170754::
– A new interpretation on the formation-process of the Pauline order. Some remarks on a charter of Paul, bishop of Veszprém dated 1263. In: Der Paulinerorden. Geschichte – 
Geist – Kultur. /Művelődéstörténeti Műhely. Rendtörténeti konferenciák 4/2./ Herausg.: SARBAK, GÁBOR. Bp., 2010. 93–103

http://real.mtak.hu/id/eprint/170755::

#### Baranyai Decsi János( ≈ 1560–1601) polihisztor munkássága
– Baranyai Decsi János törökök elleni harcra buzdító éneke 1597-ből. Magyar Könyvszemle 2001. (117. évf.) 1. sz. 101–112. old.

http://epa.oszk.hu/00000/00021/00028/pdf/MKSZ_EPA00021_2001_117_01_101-112.pdf::
– Baranyai Decsi János történeti művének keletkezési idejéről és kéziratairól. Magyar Könyvszemle 2001. (117. évf.) 3. sz. 273–300. old.

http://epa.oszk.hu/00000/00021/00030/pdf/MKSZ_EPA00021_2001_117_03_273-300.pdf::
– Baranyai Decsi János ismeretlen Antithesise és jezsuitaellenes verse 1587-ből. Erdélyi Múzeum 2003. (65. köt.) 1-2. füz. 16–30. old.
https://erdelyimuzeumfolyoirat.adatbank.ro/pdf/EM-2003-1-2_002.pdf::